# Jēkabs Kazaks
Jēkabs Kazaks, né le 18 février 1895 à Riga – mort le 30 novembre 1920 dans la même ville, est un peintre letton,.

## Biographie
Kazaks naît à Riga où il est scolarisé à l'école réale d'Atis Ķeniņš (en letton reālskola  aujourd'hui Ķeniņu ģimnāzija). Il prend les cours de peinture chez Jūlijs Madernieks (1908-1913), puis, intègre l'école des beaux arts de Riga dont le directeur est Vilhelms Purvītis (1913-1915). Il participe en 1914 à sa première exposition avec quelques dessins. Pendant la Première Guerre mondiale, alors que l'école est fermée, avec l'aide du professeur Purvītis, Kazaks et son camarade d'études Romans Suta poursuivent leurs études à Penza. Hormis la peinture, Kazaks y apprend le procédé de l'eau-forte. En 1916, il part pour Moscou et Petrograd, où il découvre l'art d'icônes russes, l'impressionnisme, le postimpressionnisme et le futurisme. L'année suivante il retourne à Moscou pour visiter les expositions de Picasso, Henri Matisse et André Derain. Avec ses amis Romans Suta, R. Mačernieks et Kārlis Baltgailis, il essaye de fonder un journal, écrit à la main, La vérité des quatre hommes (en letton : "Četru vīru patiesība") dont sortent seulement deux numéros. Au printemps, avec Romans Suta, il retourne à Riga et s'inscrit dans le corps des Tirailleurs lettons. Toutefois, après la défaite il reste dans la capitale. De 1918 à 1919, il travaille comme professeur de dessin et d'histoire de l'art à Alūksne avant de rejoindre le groupe d'expressionnistes de Riga, avec Otto Skulme, Romans Suta, Niklāvs Strunke, Valdemārs Tone, Konrāds Ubāns. Le 30 novembre 1920, Jēkabs Kazaks meurt de la tuberculose. Il est inhumé au cimetière de Torņakalns (Torņakalna kapi) à Riga.

## Œuvres

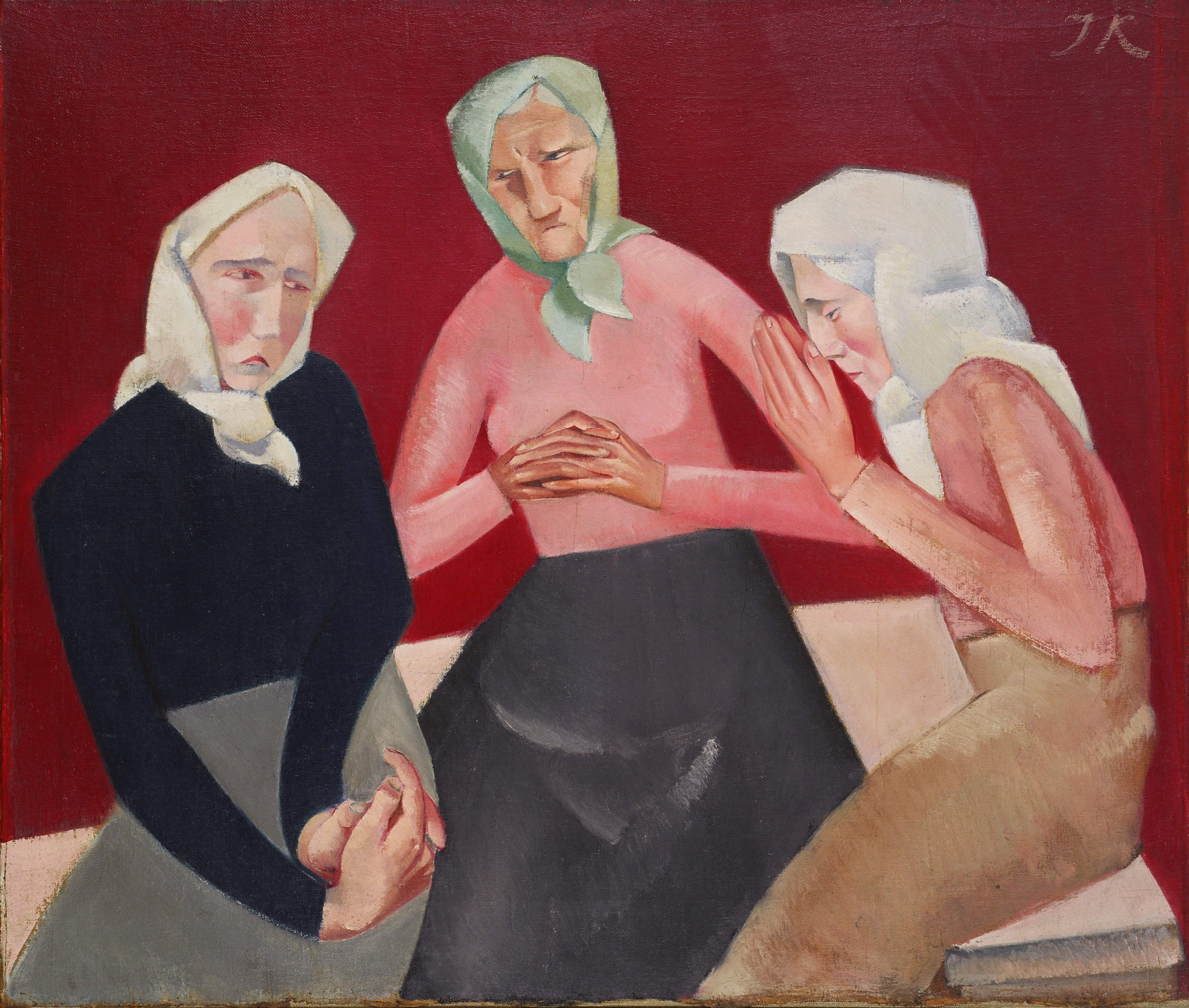
Trois vieilles femmes, une peinture de Jēkabs Kazaks réalisée en 1916, conservée au musée national des arts de Lettonie.

Kazaks a réalisé environ 40 tableaux à l'huile, 250 aquarelles et dessins, dont la plupart se trouvent au musée national des arts de Lettonie. La reconnaissance de son œuvre fut en grande partie posthume.
Son style se caractérise par sa simplicité, l'expression et la distorsion des formes. On peut définir trois période chez Kazaks. La première, d'influence impressionniste de 1912 à 1916, puis la période où superposent l'expressionnisme et l'art de l'affiche (1916-1918), enfin, celle marquée par les motifs décoratifs (1918-1920). Le peintre s'est aussi inspiré de son compatriote Jāzeps Grosvalds.
Son tableau Les Réfugiés (1917) est inclus dans le Canon culturel letton.